# Гора (Бабаевский район)
Гора — деревня в Бабаевском районе Вологодской области.
Входит в состав Центрального сельского поселения (с 1 января 2006 года по 13 апреля 2009 года входила в Верхнее сельское поселение), с точки зрения административно-территориального деления — в Верхний сельсовет.
Расположена на правом берегу реки Колошма. Расстояние до районного центра Бабаево по автодороге — 119 км, до центра муниципального образования деревни Киино по прямой — 5 км. Ближайшие населённые пункты — Калачево, Качалово, Кондратово, Пухтаево, Федьково, Шеино.
По данным переписи в 2002 году постоянного населения не было.